# Kaapverdië
Kaapverdië (Portugees: Cabo Verde; IPA: [ˈkabu ˈveɾdɨ]) of de Kaapverdische Eilanden, officieel de Republiek Kaapverdië (República de Cabo Verde), is een land bestaande uit een eilandengroep van vulkanische oorsprong voor de westkust van Afrika in de Atlantische Oceaan.

## Naam
De archipel heette Ilhas de Cabo Verde (Eilanden van de Groene Kaap) en is zo genoemd vanwege de ligging van de eilanden ten opzichte van de Kaap Verde (Groene Kaap), het westelijkste punt van het Afrikaanse vasteland in Senegal. De Nederlandse naam is daarvan een gedeeltelijke vertaling.
De regering van Kaapverdië heeft de Verenigde Naties verzocht het land in alle talen te benoemen met de Portugese benaming Cabo Verde. Deze benaming is in veel talen, waaronder het Nederlands, echter niet ingeburgerd.

## Geografie
Kaapverdië is onderverdeeld in twee regiões geográficas (geografische regio's). In het noorden de bovenwindse eilanden Barlavento en in het zuiden de benedenwindse eilanden Sotavento.
| Barlavento                        | Barlavento                                              | Sotavento                        |
| --------------------------------- | ------------------------------------------------------- | -------------------------------- |
| - Boa Vista - Branco - Razo - Sal | - Santa Luzia - Santo Antão - São Nicolau - São Vicente | - Brava - Fogo - Maio - Santiago |

### Klimaat
De Kaapverdische eilanden kennen een tropisch klimaat, dat volgens het klimaatclassificatie van Köppen varieert tussen Af (tropisch regenwoudklimaat), Aw (tropisch savanneklimaat) en BWh (woestijnklimaat). Het klimaat is milder dan het Afrikaanse vasteland op dezelfde breedte, doordat de omringende Atlantische Oceaan het gehele jaar de temperatuur matigt. De gemiddelde temperatuur bedraagt 26 °C in de winter en 30 °C in de zomer.
De variaties in klimaat zijn een gevolg van de orografische kenmerken van de specifieke eilanden. Voor Kaapverdië geldt: hoe platter het eiland, hoe woestijnachtiger (zoals Sal, Boa Vista en Maio) en hoe meer bergen, hoe tropischer. De eilanden met bergen (Santo Antão, São Nicolau, Santiago, Fogo en Brava) creëren hun eigen microklimaat waarbij de wolken en nevels tegen de hellingen condenseren en zo vegetatie van water voorzien. Hierdoor ontstaan groene hellingen en valleien van weelderige tropische en loofbossen.
Er valt weinig regen (6 tot 19 dagen per jaar). Tussen augustus en oktober is het regenseizoen, waarbij het meeste in september valt. De regen valt onregelmatig, maar als hij valt, is het vaak in korte hevige buien. Op de eilanden Sal, Boa Vista en Maio valt niet meer dan 130 millimeter regen per jaar en die worden om die reden dan ook geclassificeerd als woestijn. Op de eilanden met hoge bergen als Santo Antão, São Nicolau, Santiago en Fogo valt op de noordoostelijke flanken van de bergen tot wel 1000 mm regen per jaar, terwijl de zuidoostelijke flanken kurkdroog zijn. Dit zorgt voor tropische vegetatie en watervalletjes aan de ene kant van de bergen en een maanlandschap aan de andere.
Kaapverdië is onder de invloed van de Noordoostpassaat. Dit betekent dat de wind bijna altijd uit het noordoosten komt. De Noordoostpassaat is het sterkst vanaf oktober tot en met februari en blaast dan gemiddeld met windkracht 5 beaufort (20 knopen). Vanaf juni tot en met september is de kalme periode. Dan is het of windstil of blaast de passaat met hooguit windkracht 3 tot 4. Vanwege de betrouwbare en constante wind (van oktober tot en met februari) en de aangename temperaturen, zijn de Kaapverdische eilanden geliefd bij wind- en kitesurfers.
Op 11 augustus 2025 werden de noordwestelijke eilanden São Vicente en Santo Antão getroffen door de tropische storm Erin. Door hevige regenval ontstonden overstromingen die aan 9 mensen het leven kostten. Tropische stormen komen vaker voor, maar zijn zeldzaam.

### Overig
- hoofdstad: Praia
- lengte van de kustlijn: 965 km
- hoogste punt: Pico do Fogo, 2829 m.
- Landbouw: voornamelijk suikerriet (Santo Antão) voor de productie van grogue (grogue de Santo Antão, een soort rum), ook cassave, yam, bananen, papaja, mango, ervilia (soort bonen).

## Geschiedenis
Kaapverdië was onbewoond toen in 1460 de Portugezen Diego Gomes en Antonio Nolas de eilanden bereikten en ze deel van het Portugese rijk maakten.
De Portugezen vestigden zich in 1462 in Santiago en in 1587 werd de eilandengroep een Portugese kolonie. De eilanden vormden onder andere een belangrijke locatie voor de slavenhandel. De bevolking van Kaapverdië is dan ook ontstaan uit een mix van Portugese kolonisten en Afrikaanse slaven.
Schepen op weg vanuit Europa naar alle windstreken die hier afmeerden, sloegen water, gevogelte en fruit in. In ruil gaven de zeevaarders aan de Kaapverdiërs meestal rookartikelen zoals pijpen, tabak maar ook kleding. Dit blijkt uit de reisverhalen van de Zuid-Nederlandse reiziger Jan Frans Michel. Zijn kronieken zijn een belangrijke bron in verband met de geschiedenis van dit land. Hij was in 1752 op doorvaart naar China en verbleef 11 dagen in Kaapverdië. Ook de Britse piraat Woodes Rogers berichtte uitgebreid over de staat van het land in het begin van de 18e eeuw.
Op 5 juli 1975 werd Kaapverdië uiteindelijk onafhankelijk van Portugal; de socialist Aristides Pereira werd de eerste president. Hij werd nog tweemaal herkozen voordat het land in 1990 een meerpartijenstelsel kreeg. Pereira werd opgevolgd door de democraat António Mascarenhas Monteiro, die op zijn beurt in 2001 werd opgevolgd door Pedro Pires. Tussen 2011 en 2021 werd het presidentschap bekleed door Jorge Carlos Fonseca. De huidige president is José Maria Neves.

## Bevolking

### Demografische kenmerken
De meerderheid van de bevolking is creools (gemengd Afrikaanse en Europese afkomst). Een genetische studie heeft uitgewezen dat de afkomst van de bevolking in Kaapverdië in de mannelijke lijn overwegend Europees is en in de vrouwelijke lijn West-Afrikaans.
De bevolking neemt sinds 1950 toe:
| 1900    | 1940    | 1950    | 1960    | 1970    | 1980    | 1990    | 2000    | 2010    | 2018    |
| ------- | ------- | ------- | ------- | ------- | ------- | ------- | ------- | ------- | ------- |
| 143.929 | 181.740 | 149.984 | 199.902 | 270.999 | 295.703 | 341.491 | 434.625 | 491.875 | 568.373 |

Vandaag de dag wonen meer Kaapverdianen in het buitenland dan in Kaapverdië zelf. Er zijn Kaapverdische gemeenschappen in:
- Verenigde Staten (265.000 Kaapverdianen)[14], vooral aan de kust van New England, van de stad Providence tot de stad New Bedford.
- Europese Unie (circa 232.000), als volgt verdeeld:
  -  Portugal (150.000), in de steden Lisboa, Setúbal, Porto en Faro
  -  Nederland (31.234),[15] waarvan 21.494 geboren buiten Nederland en 9.740 geboren binnen Nederland. De meeste Kaapverdianen in Nederland wonen in Rotterdam, deelgemeente Delfshaven.
  -  Frankrijk (25.000), waarvan velen in Fameck
  -  Spanje (12.500)
  -  Italië (10.000),
  -  Luxemburg (7.000)
  -  Duitsland (3.000 ?)
- Angola (45.000),
- Senegal (25.000),
- Sao Tomé en Principe (25.000),
- Argentinië (8.000),
- Scandinavië (7.000)

De meeste Kaapverdianen in België wonen in Antwerpen.
Een groot aantal Kaapverdianen en mensen van Kaapverdische afkomst die emigreerden vóór 1975 zijn niet opgenomen in deze statistieken, omdat Kaapverdianen vóór 1975 (de onafhankelijkheid van Kaapverdië) over Portugese paspoorten beschikten.

### Talen
Het Portugees is de officiële taal op Kaapverdië. Daarnaast wordt Kaapverdisch-Creools (Crioulo) gesproken, een mengtaal van Portugees en Afrikaanse talen. Het Creools verschilt per eiland. Er is literatuur in het Crioulo, vooral in het Santiago-Creools en het São Vicente-Creools. Crioulo verkreeg prestige sinds de onafhankelijkheid van Kaapverdië (1975). De onderlinge verschillen tussen het Crioulo van de verschillende eilanden vormen echter een belangrijke belemmering voor de standaardisering van de taal. Er zijn wel pogingen ondernomen om via ALUPEC (Alfabeto Unificado para a Escrita do Caboverdiano) de taal te standaardiseren.

### Religie
De meeste Kaapverdianen zijn rooms-katholiek (93%). Er wonen ook protestanten (7%), meestal behorend tot de Kerk van de Nazarener, zevendedagsadventisten of mormonen.

## Bestuur en instellingen

### Landelijk
- staatshoofd: president José Maria Neves, sinds 9 november 2021
- regeringsleider: premier José Ulisses Correia e Silva, sinds 22 april 2016
- parlement: Nationale Assemblee, vijfjarige termijn

### Gemeentelijk
Kaapverdië is onderverdeeld in 22 gemeentes (in het Portugees: concelhos).
Met de wet nr. 77/VII/2010 beschikt Kaapverdië sinds 2010 over 24 plaatsen die de titel stad (Cidade) mogen gebruiken. Dit is de hoofdplaats van elke gemeente (dit zijn er 22). Daarnaast de plaatsen Ribeira Grande op het eiland Santo Antão en Santa Maria op het eiland Sal. De overige plaats is Vila.

### Rechtspraak
Supremo Tribunal de Justiça (STJ) is het hoogste gerechtshof en zetelt in de hoofdstad Praia.

### Buitenlandse betrekkingen en defensie
Kaapverdië neemt deel aan vele internationale organisaties:
| - ACP - Afrikaanse Ontwikkelingsbank (AfDB) - AOSIS - Afrikaanse Unie (AU) - CD - Gemeenschap van Portugeessprekende Landen (CPLP) - Economische Gemeenschap van West-Afrikaanse Staten (ECOWAS) - Voedsel- en Landbouworganisatie (FAO) - G77 - IAEA - International Bank for Reconstruction and Development (IBRD), onderdeel van de Wereldbank - Internationale Burgerluchtvaartorganisatie (ICAO) - Rode Kruis (ICRM) - IDA - Internationaal Fonds voor Landbouwontwikkeling (IFAD) - IFC - IFRCS - Internationale Arbeidsorganisatie (ILO) - Internationaal Monetair Fonds (IMF) - Internationale Maritieme Organisatie ((IMO)) - Interpol - Internationaal Olympisch Comité (IOC) | - Internationale Organisatie voor Migratie (IOM), - IPU - ITSO - Internationale Telecommunicatie-unie (ITU) - ITUC (ngo's) - MIGA - NAM - OIF - OPCW - Verenigde Naties (UN) - UNCTAD - UNESCO - United Nations Industrial Development Organization (UNIDO) - Latijnse Unie (Union Latina) - UNWTO - Wereldpostunie (UPU) - Werelddouaneorganisatie (WCO) - Wereldgezondheidsorganisatie (WHO) - Wereldorganisatie voor de Intellectuele Eigendom (WIPO) - WMO - Wereldhandelsorganisatie (WTO) - Fédération Internationale de Football Association (FIFA) |

## Cultuur

### Muziek
Kaapverdië kent verschillende muziekstijlen. Bekende stijlen zijn de 'morna', de 'funaná', de 'coladeira' en de 'batuque'. De funaná is swingende dansmuziek terwijl de morna een stuk langzamer en melancholieker is. Een bekende zangeres in de laatste stijl was Cesária Évora.

In Nederland woont een grote Kaapverdische gemeenschap, met name in Rotterdam. In Kaapverdië en binnen de Kaapverdische gemeenschappen in de Verenigde Staten en Europa, is de Kaapverdische gemeenschap in Nederland vooral bekend door haar bijdrage aan de Kaapverdische popmuziek.

### Keuken
Het nationale gerecht is cachupa, een maïsgerecht met verschillende soorten bonen. Er zijn meerdere soorten zoals cachupa rica met vis en vlees, maniok, aardappelen en andere groenten.

Canja is een soep met rijst, kip en groenten.

### Sport

#### Voetbal
Sinds 1976 wordt gespeeld om het Kaapverdisch voetbalkampioenschap. De meeste kampioenschapstitels zijn gewonnen door Sporting Clube da Praia uit Praia en CS Mindelense uit
Mindelo.
Het voetballand Kaapverdië bereikte in 2012 voor de eerste keer de eindronde van de Afrika Cup. Tijdens de eindronde in Zuid-Afrika werd Kaapverdië op 27 januari 2013 verrassend tweede in de poule waardoor Kaapverdië verder mocht spelen in de kwartfinale. De kwartfinale werd met 2-0 verloren van Ghana.

De Kaapverdische nationale voetbalploeg heeft de bijnaam Tubarões Azuis (Blauwe Haaien).

#### Windsurfen

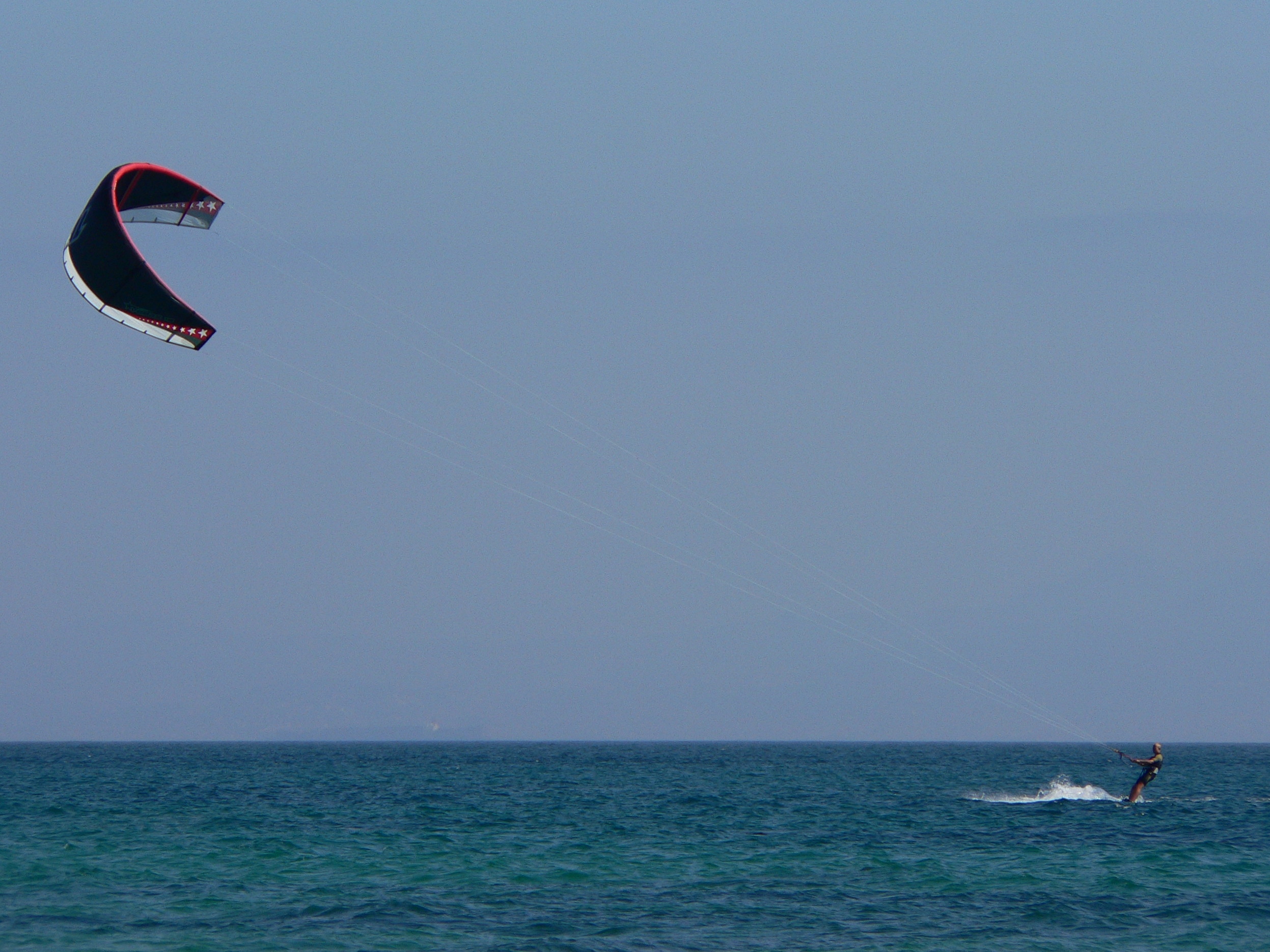
Kitesurfen

Kaapverdië is vanwege de goede surf-omstandigheden bekend om wavesailing en kiteboarden, beide wedstrijdvormen binnen het windsurfen.

#### Zeilen
Kaapverdië is een populaire stop voor zeilers die de Atlantische Oceaan over zeilen. Vanwege het Venturi effect tussen de eilanden zijn de zeilomstandigheden doorgaans matig tot zwaar met gemiddeld windkracht 5 - 6 Beaufort tussen de eilanden in het passaatseizoen. Op de eilanden is in beperkte mate zeiljachtverhuur beschikbaar.

#### Olympische Spelen
Sinds 1996 doet Kaapverdië mee aan de Olympische Spelen. Tijdens de Spelen van 2024 haalden ze voor het eerst een medaille toen Daniel Varela de Pina brons won bij het boksen in de categorie vlieggewicht.

## Economie

### Algemeen
De Kaapverdische escudo is de munteenheid van Kaapverdië. De Kaapverdische escudo is aan de euro gekoppeld (1 euro = 110,265 escudo).

### Ontwikkeling
Volgens het Ontwikkelingsprogramma van de Verenigde Naties leeft in Kaapverdië 20,6% van de bevolking van minder dan USD 1,25 per dag. Het CIA World Factbook schatte dat in 2000 30% van de bevolking onder de armoedegrens leefde. Daarmee is Kaapverdië na Sierra Leone het armste land van Afrika. Kijkt men echter naar het bruto nationaal product per hoofd van de bevolking, dan zien we een gunstiger beeld. Met een BNP van 3700 dollar per hoofd, komt Kaapverdië uit op een 161e plek van 230 landen.
Kaapverdië behoort tot de armste landen ter wereld. De werkloosheid onder de beroepsbevolking bedraagt circa 25%; evenveel heeft te weinig werk. Door de grote droogte gingen vele oogsten verloren. Met voedselimport verbruikt men waardevolle valuta. Om buitenlands geld te verkrijgen is Kaapverdië afhankelijk van de emigranten die overzee leven en van ontwikkelingshulp. Hiermee worden grote werkgelegenheidsprogramma's gefinancierd: herbebossing, het maken van terrassen van de voor de landbouw bestemde berghellingen en wegenbouw.
Alhoewel bijna 50% van de bevolking werkzaam is in de landbouw, draagt deze sector maar voor 12% bij in het bruto nationaal product (bnp). Op de lange duur zou Kaapverdië zijn afhankelijkheid van de landbouw kunnen verkleinen door zich meer te richten op de visserij, die zich gunstig ontwikkelt, en vooral op de dienstverlening en op de gespecialiseerde industrie. In 1989 werd een wet aangenomen, die investeringen ten behoeve van exportproducten en daarmee het scheppen van arbeidsplaatsen aanmoedigt, alsmede in een tien jaar lange vrijstelling van belasting, een tolvrije in- en uitvoer en in vrije winstovermakingen voorziet. Voor energie is men afhankelijk van geïmporteerde aardolie en bijproducten.
Er is een mogelijkheid voor hydro-elektriciteit. De mijnbouw en industrie beperken zich tot de winning van zout en vulkanisch materiaal, en een conservenfabriek. Het bankwezen, dat verrassend efficiënt werkt, wordt nog verder uitgebreid. De centrale bank is de Banco de Cabo Verde, die tevens de commerciële bank is. Op Sal, Praia, Boa Vista en São Vicente is een internationale luchthaven. Portugal is zowel voor de import (voedingsmiddelen en transportmateriaal) als voor de export (vis en visconserven) veruit de belangrijkste handelspartner.
Op 1 januari 2008 promoveerde Kaapverdië van een minst ontwikkeld land tot een lager-middeninkomensland. Dit omdat het gemiddelde inkomen omhoog was gegaan en men gestegen was op de Human Development Index van de UNDP. Ook wil de regering de economie moderniseren en het macro-economisch beleid beter monitoren en een anticyclisch beleid voeren. Er zijn via overheidsinvesteringen stappen gezet naar een betere dienstensector die vooral gericht is geweest in het eerste decennium van de 21e eeuw op toerisme alsmede maritiem en luchttransport door de gunstige strategische ligging op de verbindingsroutes tussen Europa en Latijns-Amerika en tussen Afrika en de VS. In de editie 2011 van “Doing Business” riep de Wereldbank Kaapverdië uit tot een van de succesvolste hervormers met betrekking tot het bedrijfslevenklimaat.

### Toerisme
Toerisme is een van de belangrijkste sectoren voor de ontwikkeling van de Kaapverdische economie, en voor de groei van het bruto nationaal product van Kaapverdië. In totaal draagt de toerisme- en reisindustrie voor 17,2% bij aan het bruto binnenlands product van Kaapverdië. Het droeg aanzienlijk bij aan de opbrengsten (winsten) en werkgelegenheid. Het aantal toeristen per jaar is gegroeid van 45.000 in 1997 naar 716.775 in 2017.
Sal en Boa Vista zijn de populairste bestemmingen met 76,7% van alle bezoekers. Samen zijn ze verantwoordelijk voor 90,8% van de overnachtingen in Kaapverdië. Sal heeft daarbij een aandeel van 54,8% van de overnachtingen, gevolgd door Boa Vista met 36,0% en Santiago met 3,5%.
Bezoekers per nationaliteit:
| Plek | Land                             | Percentage |
| ---- | -------------------------------- | ---------- |
| 1    | Verenigd Koninkrijk              | 31,3%      |
| 2    | Duitsland                        | 11,5%      |
| 3    | Nederland België                 | 11,5%      |
| 5    | Frankrijk                        | 7,7%       |
| 6    | Portugal                         | 7,5%       |
| 7    | Kaapverdianen uit het buitenland | 2,8%       |
|      | Overig                           | 23,6%      |